# Адельгейда Саксен-Майнінгенська (1891—1971)
Адельгейда Саксен-Майнінгенська (нім. Adelheid von Sachsen-Meiningen), повне ім'я Адельгейда Ерна Марія Кароліна Єлизавета Саксен-Майнінгенська (нім. Adelheid Erna Karoline Marie Elisabeth von Sachsen-Meiningen), 16 серпня 1891 — 25 квітня 1971) — принцеса Саксен-Майнінгенська, донька принца Саксен-Майнінгенського Фрідріха та графині Адельгейди Ліппе-Бістерфельд, дружина прусського принца Адальберта.
У 1919—1928 роках мешкала із родиною на віллі Adelhaidswerd у Бад-Гомбурзі. Згодом подружжя переїхало до Швейцарії, де усамітнено провело решту життя. Перші роки за кордоном проживали під псевдонімами граф та графиня фон Лінген.

## Біографія
Адельгейда народилась 16 серпня 1891 року у Касселі. Вона була другою дитиною та другою донькою в родині принца Саксен-Майнінгенського Фрідріха та його дружини Адельгейди Ліппе-Бістерфельд. Батько, який був вояком прусської армії, служив в цей час у Гессенському польовому артилерійському полку № 11 в чині капітана. Її дід з батьківського боку був правлячим герцогом Саксен-Майнінгена.
Мала старшу на рік сестру Феодору. Згодом сімейство поповнилося молодшими дітьми: Георгом, Ернстом, Луїзою та Бернхардом. В родині дівчинку кликали Аді.
Принцеса страждала від порфірії й мала певні нервово-психічні розлади та фізичні проблеми. Часто хворіючи, багато часу проводила у різноманітних клініках та на курортах, супроводжувана матір'ю. Найчастіше бувала в Ганновері. На початку 1910-х років вона познайомилася із принцом Адальбертом Прусським. З початку 1914 року він надсилав їй любовні листи і, зрештою, зробив пропозицію.
У 22 роки Адельгейда взяла шлюб із 30-річним принцом Адальбертом, середнім сином імператора Вільгельма II. Нареченого змальовували як найбільш стриманого та мовчазного з дітей кайзера. До весілля він, будучи моряком, мешкав у невеличкому будинку в порту Кіль. Вінчання пройшло 3 вересня 1914 року у Вільгельмсгафені, невдовзі після початку Першої світової війни та мобілізації, а також за місяць після смерті діда нареченої, Георга ІІ. В той же день Німеччина оголосила війну Франції, був висунутий ультиматум Бельгії, а Люксембург вже було окуповано.
Цей шлюб мав закріпити відносини між Пруссією та Саксен-Майнінгеном. Союз був дуже добре сприйнятий німецьким імператорським подружжям, в той час як морганатичний шлюб іншого сина, Оскара, із графинею фон Бассевіц вони сприйняли прохолодно.
Адальберт після весілля брав участь у бойових діях на суші. Помилково було оголошено про його загибель у битві за Брюссель. Існувала навіть французька літографія, яка ілюструвала цю неточність. Насправді, у серпні місяці на полях Бельгії загинув батько Адельгейди, Фрідріх Саксен-Майнінгенський. В цей же час у Франції не стало її молодшого брата Ернста.
Помилка швидко з'ясувалася, і Адальберта перевели на флот. Із Адельгейдою вони мешкали в Кілі. Подружнє життя пари описували як надзвичайно гармонійне. У них народилося троє дітей.
В імперський час були дуже поширені поштівки із зображеннями принцеси Адельгейди. Деякі з них були благодійними картами, і кошти з їхнього продажу йшли на благодійність. За пітдримки принцеси у липні 1918 року у Берхтесгадені та на Келлерзеє були відкриті два будинки відпочинку для моряків.
Листопадова революція знайшла сімейство в Кілі, коли Адельгейда чекала на появу сина. Влітку 1919 року вони всі разом оселилися на віллі Adelhaidswerd у Бад-Гомбургу, збудованій у 1910 році. З часом стан Адельгейди гіршав, і вона все більше часу лікувалася в клініках. Зрештою, у 1928 році сімейство виїхало до Швейцарії, де перший час подружжя мешкало під псевдонімами графа та графині фон Лінген. Гірське повітря цієї країни виявилося цілющим для здоров'я принцеси. Пара усамітнено проживала в містечку Ля Тур-де-Пельц в кантоні Во на березі Женевського озера. Їхні діти здобували освіту у місцевих школах. Через двадцять років, у вересні 1948 року, Адальберт пішов з життя.
Адельгейда після смерті чоловіка спілкувалася лише з його сестрою Вікторією Луїзою, втративши всі інші зв'язки з домом Гогенцоллернів. Вона пережила Адальберта більш, ніж на двадцять років, і померла 25 квітня 1971 року в Ля Тур-де-Пельц. Похована поруч із ним на місцевому цвинтарі.

## Родина

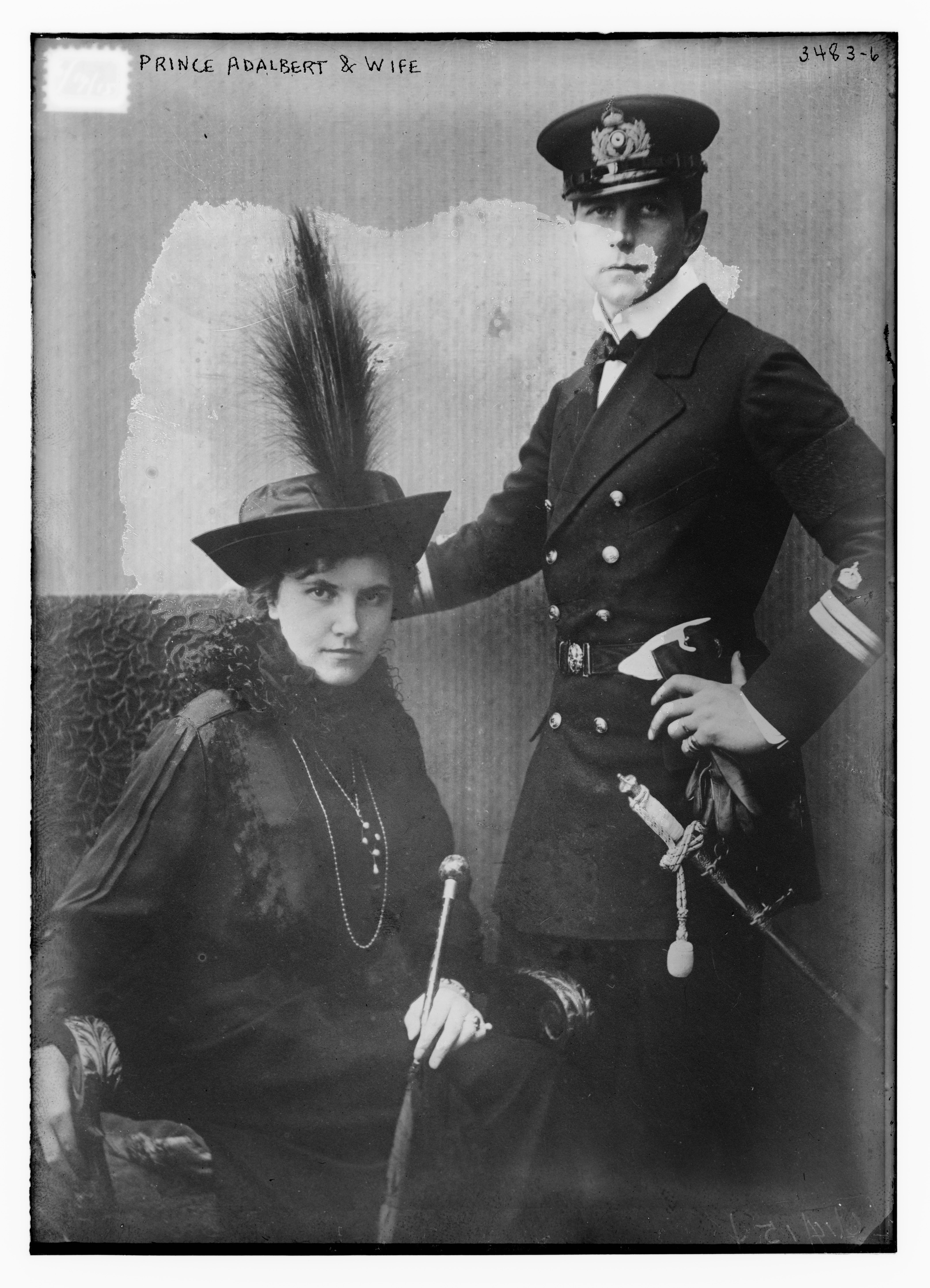
Світлина із чоловіком

Чоловік — Адальберт Прусський
Діти:
- Вікторія Марина (нар. та пом. 4 вересня 1915) — прожила кілька годин;
- Вікторія Марина (1917—1981) — дружина американця Кірбі Вільяма Петерсона, мала трьох дітей;
- Вільгельм-Віктор (1919—1989) — був одружений із графинею Марією-Антуанеттою фон Гойос, мав сина та доньку.